# Арат Молодший
Арат із Сікіона, молодший (близько 250 — 213 рік до н. е..) — давньогрецький політичний діяч. Син Арата Старшого. У 224 році до н. е. відправлений батьком до Македонії як заручник з нагоди ахейсько-македонського союзу. Тричі обіймав посаду стратега Ахейського союзу в 219—218, 216—215, 214—213 роках до н. е.. Брав участь у Союзницькій війні, але нічим себе не проявив. У 213 році до н. е. разом зі своїм батьком отруєний Філіппом V Македонським.